# داني آدامز
داني آدامز (بالإنجليزية: Danny Adams)‏ (3 يناير 1976 بمانشستر في المملكة المتحدة - ) هو لاعب كرة قدم بريطاني في مركزي الدفاع والظهير. لعب مع ستوكبورت كونتي وماكليسفيلد تاون وهدرسفيلد تاون ونادي ويتون ألبيون ونادي ستاليبريدج سيلتيك ونادي ألترينتشام ونادي موركامب.

## وصلات خارجية
- داني آدامز على موقع قاعدة بيانات كرة القدم.إي يو (الإنجليزية)